# 록산지가
《록산지가》(麓山之歌)는 2022년 방송되었던 중국의 드라마이다.

## 등장 인물
- 양숴 (杨烁) - 웨이청 역
- 허우융 - 팡루이저우 역
- 자오쥔옌 - 진옌쯔 역
- 잉얼 - 팡페이 역
- 하덕준 (夏德俊) - 동멍쉬 역
- 전소길 (田小洁) - 밍더장 역
- 류위 (刘威) - 웨이충지 역
- 정류원 (丁柳元) - 쑹춘샤 역
- 임정빈 (任正斌) - 마다칭 역
- 범명 (范明) - 진시안궤이 역